# 尚亨
尚亨（1610年1月4日—？），和名具志川王子朝盈，琉球國第二尚氏王朝攝政。護得久御殿二世。
尚亨是尚久（金武王子朝公）的第七子，其母為側室真嘉戶樽。因伯父尚康伯（久米具志川王子朝通）無嗣，被過繼給尚康伯當養子。1575年尚康伯死後，繼承護得久御殿的家督之位。
尚亨無嗣，尚豐王將自己的第四子尚質過繼給他當養子。1648年，尚賢王死去，尚質與尚亨解除了養父子關係，被擁立為新的國王。翌年，尚亨被任命為謝恩使，上江戶通報尚質的繼位。1654年被任命為攝政。在任期間因為頗有德名，被稱為「聖人按司加那志」。
1664年，慶賀康熙帝即位的進貢船在福州遇風擱淺，賞賜物品被盜。1666年，薩摩藩藩主島津光久得知此事，十分憤怒，脅迫尚亨辭職，以向象賢代之。進貢的王舅向國用（北谷親方朝暢，時任法司）、英常春（惠祖親方重孝）都被投入監獄處決，史稱「北谷惠祖事件」。
尚亨也是一位琉歌歌人，他所作的琉歌中最出名的一首是《石投子之歌》（石なぐの歌）：
這首琉歌與日本國歌《君之代》非常相似，在琉球國王的宴席上經常被歌唱，被認為是琉球事實上的國歌。